# Manoir de Pukkila
Le manoir de Pukkila (finnois : Pukkilan kartano) est un manoir à Kaarina en Finlande,,.

## Présentation
La direction des musées de Finlande a classé le manoir parmi les sites culturels construits d'intérêt national.